# Francisco Cortés Ojea
Francisco Cortés Ojea (también figura en algunos escritos como Hojea u Ojeda) fue un marino y explorador español del siglo XVI que participó en las primeras expediciones enviadas desde la Capitanía General de Chile al estrecho de Magallanes. No se han encontrado antecedentes de su lugar y fecha de nacimiento como tampoco de su muerte.
De lo que sí hay constancia es que participó en 1553 como cosmógrafo de la expedición del mariscal Francisco de Ulloa enviada por el gobernador de Chile para inspeccionar la costa sur del país y el estrecho de Magallanes y que en 1557 tuvo el mando de la nave San Sebastián en la expedición enviada por el gobernador García Hurtado de Mendoza bajo las órdenes del capitán Juan Ladrillero.

## Antecedentes
El 29 de mayo de 1555, la princesa regente de España había hecho extender una real cédula ordenándole al gobernador de Chile que, llegado a su destino, hiciera reconocer las tierras de la otra parte del estrecho de Magallanes, pues esperaba encontrar allí una región abundante en especies y otros valiosos recursos iguales que los que obtenían los portugueses de las indias orientales.
Cortés Ojea participó tanto en la expedición de Francisco de Ulloa (1553) como en la expedición de Juan Ladrillero (1557).